# Hygrotus diversipes
Hygrotus diversipes är en skalbaggsart som beskrevs av John Henry Leech 1966. Hygrotus diversipes ingår i släktet Hygrotus och familjen dykare. Inga underarter finns listade i Catalogue of Life.